# The Phoenix (canción de Fall Out Boy)
«The Phoenix» —en español: «El fénix»— es una canción de la banda estadounidense de pop punk Fall Out Boy, perteneciente a su sexto álbum de estudio Save Rock and Roll, de 2013. La canción la compusieron Patrick Stump, Pete Wentz, Joe Trohman, Andrew Hurley y Butch Walker, mientras que su producción quedó a cargo de este último. Esta se lanzó como sencillo promocional de su sexto álbum de estudio, el 24 de marzo de 2013. Para su promoción, el mismo día en que se estrenó la canción, también se publicó su respectivo video musical. En 2013, ganó el premio al mejor sencillo del año otorgado por la revista Kerrang!.

## Vídeo musical
El videoclip de esta canción es el segundo de una serie de once realizados para The Young Blood Chronicles, una película musical de Fall Out Boy en la que se interpretan todas las canciones del álbum Save Rock and Roll (2014). Este vídeo continúa "My Songs Know What You Did in the Dark (Light Em Up)" y precede a "Young Volcanoes".

## Posicionamiento en listas
| Canadá         | Canadian Hot 100       | 73 |
| Escocia        | Scottish Singles Chart | 28 |
| Estados Unidos | Billboard Hot 100      | 80 |
| Estados Unidos | Digital Songs          | 41 |
| Estados Unidos | Rock Songs             | 14 |
| Irlanda        | Irish Singles Chart    | 72 |
| Reino Unido    | UK Singles Chart       | 36 |
| Reino Unido    | UK Rock Chart          | 1  |